# Roger De Sá
Rogério Paulo Cesar De Sá (* 1. Oktober 1964 in Maputo, Mosambik) ist ein ehemaliger südafrikanisch-mosambikanischer Fußballtorhüter und heutiger -Trainer.

## Karriere

### Spieler

#### Verein
Seine Jugend verbrachte er bei Uniao Desportivo Johannesburg und später spielte er beim Swallows FC. Diese verließ er zur Saison 1995/96 in Richtung Mamelodi Sundowns, wo er nochmal zwei Saisons aktiv war. Seinen Karriereabschluss hatte er dann bei dem heutigen Bidvest Wits, für die er nun nochmal bis zum Saisonende 2000/2001 spielte.

#### Nationalmannschaft
Seinen einzigen Einsatz im Tor der südafrikanischen Nationalmannschaft hatte er am 11. Juli 1993 bei einer 0:3-Niederlage gegen Sambia. Er war aber auch immer wieder Teil von Kadern der Mannschaft bei Turnieren und so gewann er mit seiner Mannschaft auch den Afrika-Cup 1996.

### Trainer
Gleich nach seinem Karriereende als Spieler, wurde er im Stab der südafrikanischen Nationalmannschaft Torwart-Trainer. Hier verblieb er bis zum Sommer 2002 und wurde anschließend Cheftrainer von Wits University, wo er bis zur Saison 2004/05 aktiv war. Für die Spielzeit 2006/07 stand er dann beim Santos FC an der Seitenlinie, nur um danach wieder zu Wits zurückzukehren. Hier verblieb er nun bis zum Ende der Spielzeit 2011/12. Daran anschließend unterschrieb er bei den Orlando Pirates und trainierte diese bis Ende Januar 2014. Hieran anschließend folgte eine Engagement an der Seitenlinie von Ajax Cape Town, welches bis Ende Oktober 2016 andauerte.
Nur von kurzer Dauer war sein Job bei Maritzburg United, welchen er im Januar 2017 antrat und bereits im März desselben Jahres wieder aufgab. Daran anschließend war er nun nochmal Trainer bei den Platinum Stars, wo er von September 2017 bis November 2018 aktiv war. In der Funktion eines Managers fing er daran anschließend bei Cape Umoya United FC an, ab Oktober 2020 wurde er hier dann auch gleichzeitig Cheftrainer.
Im September 2019 wechselte er dann in das Trainerteam von Carlos Queiroz und begleitete hier mit ihm erst bis April 2022 die ägyptische Nationalmannschaft und seit September 2022 die iranische. Mit denen er auch an der Weltmeisterschaft 2022 teilnahm.

## Privates
Sein Vater ist Octávio de Sá, welcher in den 1950er Jahren als Torhüter für Sporting Lissabon aktiv war.